# Erik Röhrs
Erik Johannes Röhrs (Kyritz, 24 aprile 2001) è un pallavolista tedesco, schiacciatore del Milano.

## Biografia
È il fratello maggiore del pallavolista Hannes Röhrs.

## Carriera

### Club
La carriera di Erik Röhrs inizia nella formazione del Potsdam-Waldstadt, dalla quale si trasferisce nel settore giovanile del Berliner. Parallelamente entra a far parte della formazione federale dell'Olympia Berlino, partecipando alla 2. Bundesliga e alla 1. Bundesliga: grazie al sistema delle doppie licenze, nella stagione 2020-21 gioca anche per il Rüsselsheim nel corso dei play-off scudetto, mentre nella stagione seguente indossa anche la casacca del Dürener, club al quale si lega esclusivamente nell'annata 2022-23.
Nel campionato 2023-24 viene ingaggiato dal Lüneburg, mentre nel campionato successivo approda nella Superlega italiana per difendere i colori del Milano.

### Nazionale
Fa parte della nazionale tedesca under 18 che si aggiudica la medaglia d'oro al campionato europeo 2018, mentre con l'nazionale tedesca under 20 partecipa al campionato europeo dello stesso anno e del 2020.
Debutta in nazionale maggiore in occasione della Volleyball Nations League 2021. Nel 2024 gli viene diagnosticata la sindrome dello stretto toracico superiore, per la quale è costretto a sottoporsi a un intervento chirurgico e saltare quindi i Giochi della XXXII Olimpiade.

## Palmarès

### Nazionale (competizioni minori)
- Campionato europeo under 18 2018